# Ontex
Ontex é uma comuna francesa na região administrativa de Auvérnia-Ródano-Alpes, no departamento de Saboia. Estende-se por uma área de 4,62 km². Em 2010 a comuna tinha 109 habitantes (densidade: 23,6 hab./km²).